# Füge
A füge, fügefa, mézgafa vagy fikusz (Ficus) a rózsavirágúak (Rosales) rendjébe és az eperfafélék (Moraceae) családjába tartozó Ficeae nemzetségcsoport egyetlen nemzetsége.

## Előfordulása
A különböző fügefajok az Antarktisz kivételével minden kontinensen jelen vannak és több szigeten is őshonosak. A trópusi és szubtrópusi térségekben telepedtek meg, emiatt természetes elterjedésük Európában a legkisebb. Egyes fajait sikeresen telepítették be a mérsékelt övbe.

## Megjelenése, életmódja

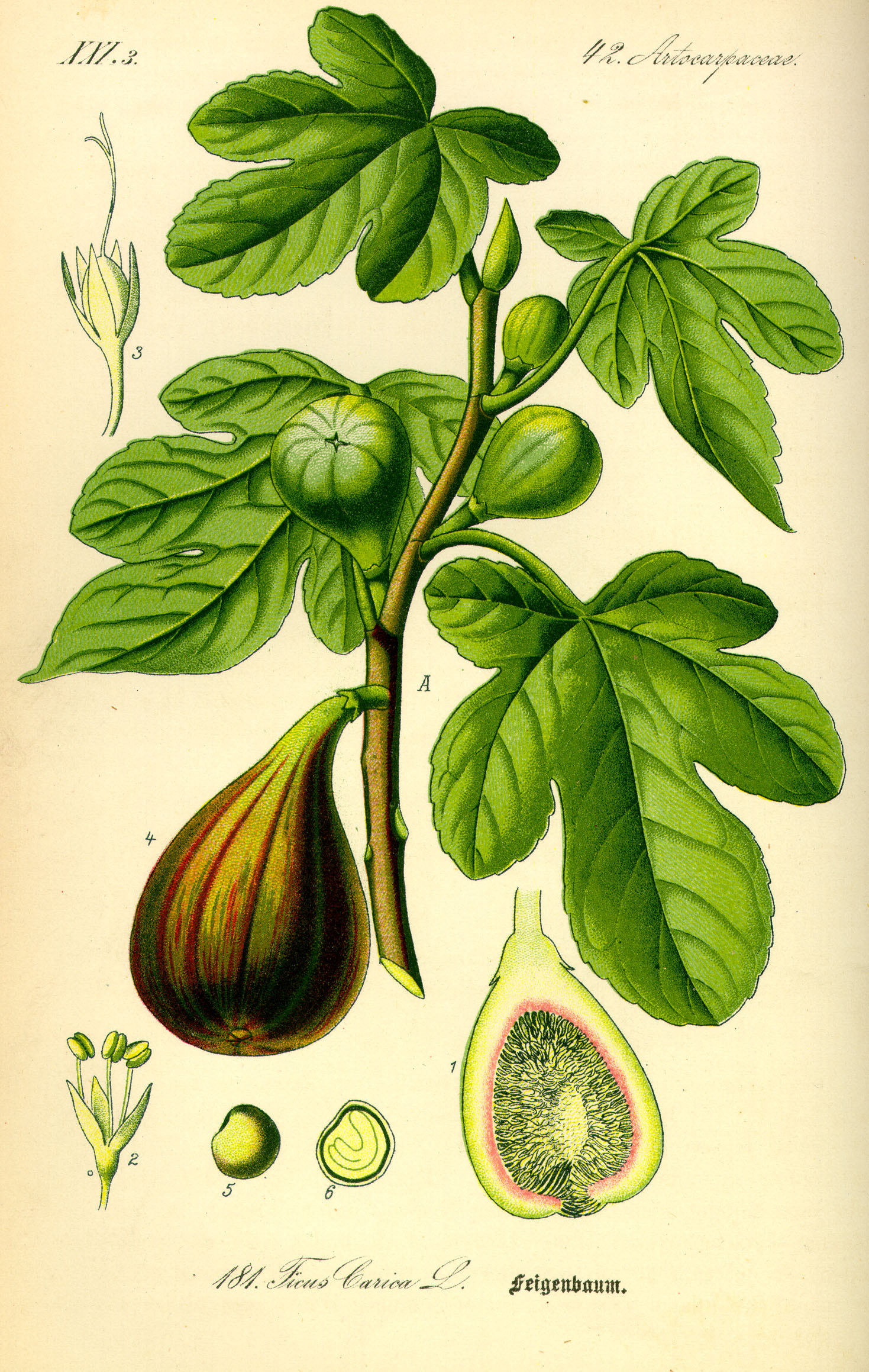
Közönséges füge hajtása és termése

A nemzetségbe rendkívül változatos fajok tartoznak: vannak közöttük fák, bokrok, folyondárok és epifita növények egyaránt. Általános törvényszerűség, hogy minél világosabb egy fikusz levele, annál fényigényesebb. Örökzöld, de a kisebb levelű fajták ősszel lehullatják néhány levelüket.

## Felhasználása
Egyes fajok — mint például a közönséges füge (Ficus carica) — termése ehető gyümölcs. Másokat — mint például a szobafikuszt (Ficus elastica) — dísznövénynek termesztenek.